# Fronteira (Minas Gerais)
Fronteira ist ein brasilianisches Município im Westen des Bundesstaates Minas Gerais, im Südosten Brasiliens. Sie liegt auf dem Breitengrad 20°16'04„ Süd und dem Längengrad 49°11'58“ West auf einer Höhe von 458 Metern. Im Jahr 2022 betrug die Einwohnerzahl nach dem Brasilianischen Instituts für Geographie und Statistik (IBGE) 14.540. Nach Schätzungen des IBGE für 2024 hatte die Touristenstadt 14.909 Einwohner.
Sie hat eine Fläche von 199,987 Quadratkilometern. Die Bevölkerungsdichte beträgt 72,70 Einwohner pro Quadratkilometer. Sie grenzt im Norden an Frutal, im Osten an Guaraci, im Süden an Icém und im Westen an Orindiúva, wobei die drei letztgenannten Gemeinden im Bundesstaat São Paulo liegen.

## Geschichte
Seine Ursprünge liegen im Municipio Frutal, zu der es bis 1962 gehörte.

In den 1940er Jahren versammelte der Geschäftsmann und Intellektuelle Maurício Goulart aus São Paulo eine Gruppe von Freunden um sich, um ein ungewöhnliches Projekt zu verwirklichen: den Bau einer Modellstadt mitten in Zentralbrasilien.

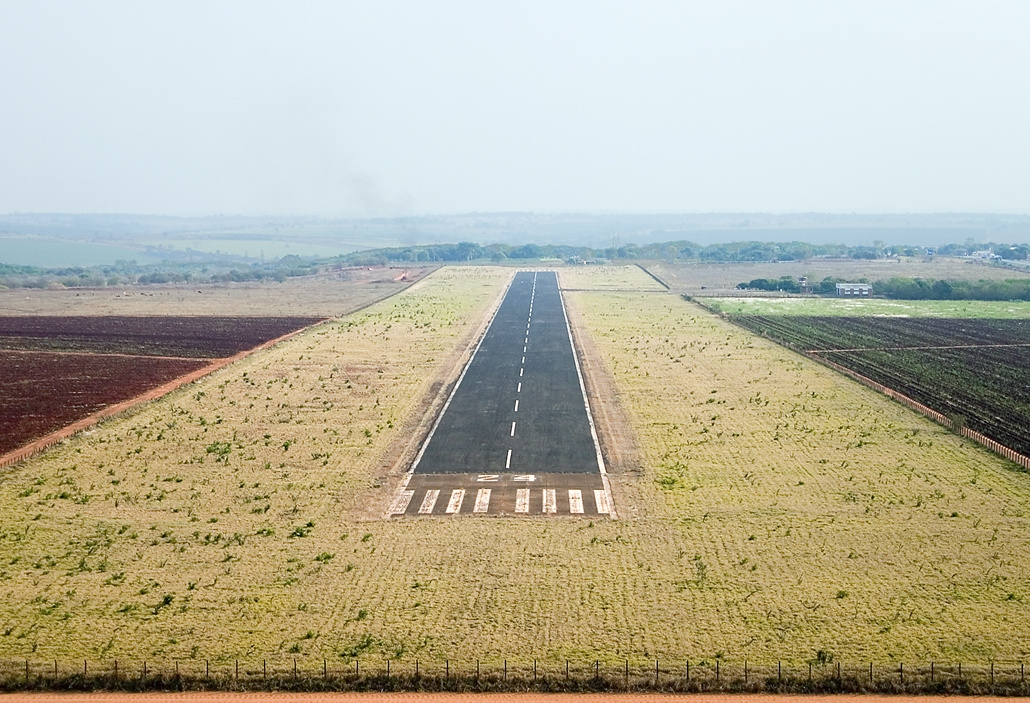
Flugplatz

Heute ist Fronteira eine der wenigen Planstädte in der Region, mit breiten, baumgesäumten Alleen und einer geplanten städtischen Infrastruktur. Schon kurz nach seiner Einweihung im Jahr 1943 verfügte Fronteira über ECT (Empresa de Correios e Telégrafos) und Telefondienste. Außerdem verfügte die Stadt über einen Flughafen, um die Kasinos zu unterstützen, die zu einer Zeit entstanden, als das Glücksspiel legalisiert wurde. Mit den Kasinos und der starken touristischen Anziehungskraft kamen Investitionen, Wohlstand und Entwicklung. Ein wichtiges Denkmal aus dieser Zeit, eine 12 Meter hohe Statue, die einen nackten Mann auf einem geografischen Punkt darstellt (signiert von dem Künstler Júlio Guerra, einem Schüler Brecherets), ist noch erhalten und wurde zum Wahrzeichen der Stadt.

## Geographie
Fronteira liegt westlich der Triângulo Mineiro, am Transbrasiliana highway--Br-153 in einer Höhe von 458 m. Der Rio Grande, ein Nebenfluss des Paraná, wird durch das Kraftwerk Marimbondo zur Stromerzeugung aufgestaut und ist die Südgrenze der Gemeinde.
Für statistische Zwecke gehört Fronteira zur Microregion Frutal. Die Nachbargemeinden sind:
- Norden: Frutal
- Osten: Guaraci im Staat São Paulo
- Westen: Orindiúva im Staat São Paulo
- Süden: Icém im Staat São Paulo

ausgewählte Entfernungen
- Belo Horizonte: 645 km
- Frutal: 44 km
- Uberaba: 189 km
- Uberlândia: 218 km
- São José do Rio Preto: 65 km
- São Paulo: 477 km[7]

## Kommunikation
Zur Zeit von Telebras war die Stadt die einzige im Bundesstaat, die von Telecomunicações de São Paulo (TELESP) versorgt wurde, da sie die Telefonzentrale der Gemeinde Icém mitbenutzte, da sie keine eigene Zentrale hatte. Ab 1996 wurde sie von der Companhia de Telecomunicações do Brasil Central versorgt, erhielt eine eigene Vermittlungsstelle und änderte ihre DDD-Vorwahl.

## Stausee und Kraftwerk
Seine Ländereien sind vom Bundesstaat São Paulo durch die Gewässer des Rio Grande getrennt, wo sich der Stausee Marimbondo befindet. An diesem StaTourismususee befindet sich ein Kraftwerk der Companhia Paulista de Força e Luz.

## Tourismus
In der Stadt gibt es einem Wasserfall und einem großartigen Ort zum Angeln und Wassersport.